# 사랑과 결혼
《사랑과 결혼》은 1995년 4월 22일부터 같은 해 10월 15일까지 방영된 MBC 주말연속극이다.

## 기획 의도
패션 업체 디자이너로 사회의 첫발을 디딘 세 여자의 일과 사랑, 결혼의 의미를 그리는 드라마

## 등장 인물
- 김희애(윤수빈)
- 김혜수(서예희)
- 이영애(오은지)
- 임성민[2](이세현)
- 손창민(강현)
- 정보석(김선우)
- 송병준(한준)
- 김호진(박영민)
- 김은정(미원)
- 최란(윤정빈)
- 송기윤(송환일)
- 오미희(영주)
- 유식(강 대리)
- 임예진, 양정아, 이세창(강진우), 장동건(김태수), 최미향(이수경), 최지나(박지현), 나경미, 조미령, 정재곤, 박용우, 정준호, 이성재, 윤용현, 유태웅, 이현경, 이민영, 이종수, 이아현, 안재욱, 손건우, 홍세은, 김용선, 김수현, 문회원, 신귀식, 엄유신, 강미, 김기현, 오현섭, 최종환, 남나경, 손종범, 이재훈, 박동현, 이청, 최재형, 정욱, 이정훈, 이재훈, 최경수, 이은주, 박지수, 최문선, 구보석

## 결방
- 5월 6일 : 5시부터 특별기획 《어린이에게 새생명을》 1~4부 연속 편성으로 인해 결방
- 5월 13일 : 6시 25분부터 《1995년 미스코리아 선발대회》 편성으로 인해 결방됐으며 다음 날(5월 14일) 오후 7시부터 6~7회 연속 방영
- 7월 2일 : 《삼풍백화점 붕괴 사고 특보》 편성으로 인해 결방
- 8월 5일 : 《무궁화 1호 발사》 특보 편성으로 인해 결방
- 9월 2일 : 7시부터 1995년 하계 유니버시아드 축구 결승전 《한국 VS 일본》 중계방송으로 인해 결방
- 10월 7일 : 《굴업도 핵폐기물처분장 건설 재검토》 특보 편성으로 인해 결방

## 참고 사항
- KBS 2TV <딸부잣집>, <젊은이의 양지>와 경쟁했는데 초반에는 30% 이상의 시청률로 선전했지만 <젊은이의 양지>가 본격적인 갈등구조에 접어들면서 시청률이 10%대로 떨어지는 수모를 겪었다.[3][4]
- 정보석이 맡았던 김선우 역은 당초 한석규가 낙점됐으나 영화 출연과 스케줄 때문에 거절하자 정보석이 대신 맡게 되었다.[5]
- 제작진이 들고나온 페미니즘이 실종되어 왜곡된 여성상이 드러나고, 김희애-김혜수-이영애 등 톱탤런트를 동원함에도 진부함을 벗어나지 못했다는 비판이 있었다.[6]
- 1995년 6월, 주인공이 선정적인 비디오를 시청하는 장면과 침대 위에서의 포옹 장면을 장시간 방영하여 방송위원회로부터 경고 조치를 받았다.[7]
- 1995년 7월, 특정 피자 음식점의 상호를 반복적으로 내보내는 방법으로 간접광고를 하여 방송위원회로부터 사과 명령을 받았다.[8]
- MBC 아카이브에는 방송 자료가 충분히 보존되어 있지 않아, 폐기되었거나 존재하지 않는 것으로 알려져 있다. (19화 원본)